# 信念の階層
ゲーム理論において信念の階層（しんねんのかいそう）とは，信念についての信念，「信念についての信念」についての信念，のように，いくらでも高階の信念が考えられること．ここで信念というのは，一般に情報が不完備な状況において相手プレーヤーに関してわかっていないことについて，確率的に形成された予想のことである．

## 概要
実行可能な戦略集合，利得関数，および他のプレーヤーのタイプに関する確率分布を記述した，私的情報であるタイプによって各プレーヤーが特徴づけられるとして，不完備情報ゲームをモデル化しようというジョン・ハーサニの提案を実現するために，ジャン＝フランソワ・メルタンとシミュエル・ザミールによって考えられた概念．
そのような 1 階の確率分布は，プレーヤーの低いレベルの信念と解釈することができる．他のプレーヤーの信念に関する確率分布は，信念の上の信念と解釈できる．こうして，プレーヤーたちがさまざまなレベルで信念の上の信念を形成しているような，共通した体系を再帰的に構築することができる．こうした構成物を信念の階層という．
この結果は，タイプの普遍空間 (universal space) というものになり，その要素は，特定の整合性条件のもとで，他の信念に関する確率的信念の無限の階層に一致する．また彼らは，この任意の部分空間が，有限部分空間によっていくらでも近く近似できることを示した．
この階層概念を用いているべつの有名な例として，囚人と帽子のパズルがある．また，ロバート・オーマンによる共有知識の構成もそうである．ただし，これらはいずれも本稿でいう (確率的) 信念というより，知識の階層と呼ぶべきものである．